# شیخ اسماعیل تائب

شیخ اسماعیل تائب بنابی

شیخ اسماعیل تائب در سال ۱۲۸۷ ه.ق در قریهٔ بناب (شهر بناب جدید فعلی) دیده به جهان گشود. نام پدر وی حسین و نام جد بزرگش حاج نصر الله بنابی می‌باشد . حاج نصر الله بنابی از خیرین دوره قاجار بود که در ایام قحطی دست فقرا را می گرفت و مایحتاجشان تأمین می کردو هم او در مقابل زیاده خواهی‌های عبد الحسین فرمان فرما ایستادگی کرده و مانع از دست درازی‌های او به املاک عمومی مردم منطقه می شد. یکی از همان ایستادگی‌ها در خصوص تبدیل بیشهٔ اطراف بناب به تیول فرمان فرما بوده‌است. که دستگیری حاج نصر الله و آزار و شکنجه و زندانی شدنش پیامد آن بود.
حاج نصرالله پنج فرزند داشت که سه تن از آن‌ها به نام‌های لطف الله، محمّد حسین و حسن از یک همسر اهل بناب بوده و دو پسر به نام‌های علی آقا و حسین از همسری تبریزی – که بعد از فوت همسر اولش اختیار کرده بود.
حسین پدر شیخ اسماعیل تائب می‌باشد  و نسب تبریزی به تائب به واسطهٔ داشتن مادربزرگ و مادر تبریزی وی است. مادر وی سیده زهرا بیگم از سلسله سادات شهر تبریز بوده که تائب در چند جا از اشعارش به این مطلب اشاره کرده و خود را علویه زاده می نامد. از طرف دیگر چنان که امروزه رسم است معمولاً آذربایجانی ها در بلاد غربت خود را تبریزی معرفی می‌کنند. چرا که تبریز در همه جای دنیا شناخته شده و اشهر از همه شهرهای آذربایجان است.

## آغاز زندگی
شیخ اسماعیل تائب ولادت خود را در قالب یک رباعی چنین سروده است:
تائب که سگ سرای شاه نجف است

واندر سر او هوای شاه نجف است

تاریخ تولد همین سگ به طلا

منقوش در طلای شاه نجف است

با توجه به اینکه در طلای ضریح علی بن ابی طالب در سال ۱۲۸۷ هـ. ق پس از ورود ناصر الدین شاه به نجف اشرف و به دستور او ساخته شده‌است و سال بنا نیز در کنار آن منقوش است(۱۲۸۷ هـ. ق) لذا با اطمینان می‌توان تاریخ ولادت وی را همان سال دانست.
شیخ اسماعیل بعد از طی دوران کودکی ر بناب، تحصیلات خود را در حوزه‌های علمیه ادامه داده و بعدها عازم حوزه علمیه نجف اشرف شده و مدت‌ها در آنجا به تحصیل و تهذیب نفس ادامه داده است. یکی از اساتید برجستهٔ وی میرزا جواد آقا ملکی تبریزی (متوفی ۱۳۴۳ هـ. ق) بوده‌است که تائب به همراه روح‌الله خمینی در کلاس‌های او حضور می‌یافته‌اند.

## دوران جوانی
گویا در جریان انقلاب مشروطه در عداد مخالفان آن بود. پس از مراجعت از نجف در مشهد مقدس رحل اقامت افکنده و امام جماعتی مسجد گوهر شاد را بر عهده می‌گیرد.
در جریان کشف حجاب در سال ۱۳۱۴ هـ.ش به مبارزه با آن پرداخته و بر اثر مخالفت‌هایش چند سالی نیز زندانی می‌شود. در یکی از شعرهای حبسیه اش اشاره دارد که ۱۹ ماه است در زندان به سر می برد و خبری از آزادی نیست. اما دل به تقدیر الهی داده و ملالی به خود راه نمی‌دهد.
بــه زندانم اگر چه نــوزده مه

خوشم گر نوزده سالم زند ره

تائب در یکی، دو رباعی از رباعیات خود به تصریح به عمر خود اشاره نموده است، در یک رباعی به هشتاد سالگی خود در سال ۱۳۶۶ هـ.ق اشاره دارد:
تائب ز هوای نفس خود نازکش است

سنش که به هشتاد رسیده است خوش است

مـــــــن بعد ز حق حق تقاعد خواهد

تاریخ هزار و سیصد و شصت و شش است

و در رباعی دیگری به هشتاد و دو سالگی خود:
هشتاد و دو سال راه حق پیمودم

مرگم چو رسید از آن محن آسودم

در باب امور خویش و اولاد خودم

آن خیّر محض را وصی بنمودم

از سروده‌های تائب می‌توان پی برد که وی تا آخر عمر با طبعی روان به سرودن شعر ادامه داده است. سندی که در این خصوص می‌توان ارائه داد منظومهٔ کسروی نامه می‌باشد . در هجو سید احمد کسروی مورخ معروف تاریخ مشروطه.
با توجه به مقتول شدن کسروی توسط دو نفر از گروه فدائیان اسلام در بیستم اسفند ۱۳۲۴ هت.ش  و متاخّر آن سرودن منظومه کسروی نامه توسط تائب و ستودن کار فدائیان اسلام توسط وی معلوم می دارد که وی از شعر به عنوان حربه ای کاری تا اواخر عمر بهره جسته است.
تائب در اواخر عمر املاک پدری خود را به فقرا و مستمندان بخشیده و خود در کنج قناعت به سیر و سلوک می‌پردازد.
تائب را می‌توان یکی از کثیر التألیف‌ترین افراد چه در حوزهٔ نظم و چه در حوزهٔ نثر به شمار آورد. اگرچه بسیاری از آثارش – متأسفانه- تا به امروز به زیور طبع آراسته نشده‌است و به صورت خطی در گوشه و کنار کتابخانه‌ها گرد و خاک می خورند. تا آنجا که از نوشته‌های دیگران استنباط می گردد فقط دو اثر وی در ایام حیاتش چاپ شده‌است. که یکی از آن‌ها منظومهٔ هدهد سلیمان و دیگری تذکره المتقین در شرح احوال ملاحسینقلی همدانی، سید احمد کربلایی و شیخ محمبد بهاری همدانی است که توسط انتشارات مکتبه المصطفوی قم به چاپ رسیده است. 
مؤلف سیمای فرزانگان اشاره می‌کند از قراری که شنیده شده برخی با عمل کردن به مضامین کتاب تذکره المتقین اثر ادیب عارف شیخ اسماعیل تائب به مقامات بلندی رسیده‌اند.(همان ص ۴۱)
تائب نقشی اساسی در قیام مسجد گوهر شاد داشت و در جریان قیام از ناحیهٔ پا مورد اصابت گلولهٔ مزدوران رضاخانی قرار گرفته و دو سال و اندی در زندان قصر زندانی شدند.
ایشان تأثیر مثبتی روی جامعهٔ روحانیت به لحاظ مبارزه جویی داشتند.
همچنین به همراه امام خمینی (ره) شاگرد درس اخلاق شیخ جواد آقا ملکی تبریزی بودند.
ایشان ادیبی خوش قریحه و خطیبی توانمند و همچنین متکلمی چیره د ست بودند.
حاضر جوابی و بدیهه گویی‌های ایشان زبانزد همگان بود....برای اطلاع بیشتر ر. ک . بررسی افکار و اندیشه‌های شیخ اسماعیل تائب اثراستاد میر حسین دلدار بناب

## درگذشت
سر انجام بنا به نوشته ثقةالاسلام حاج شیخ علی اکبر مروج الاسلام در کتاب ارزشمند کرامات رضویه جلد ۱ صفحهٔ ۹۱، آن جناب شیخ اسماعیل ترک مسئله گو ابن حسین تبریزی که سال‌ها در مشهد مقدس میم و شاعر و واعظ بود و تألیفاتی دارد – که فقط کتابی به نام هدهد سلیمان از وی در سال ۱۳۷۰ هـ.ق به چاپ رسیده است- در ۱۷/۲/۱۳۷۴ هـ.ق در سن ۸۸ سالگی وفات یافت و در قتلگاه که اکنون به باغ رضوان معروف است دفن گردید.
و چون با احقر خصوصیتی داشت در تاریخ وفاتش بعد از چند بیت چنین گفته ام:

مـــرغ طبعم نـمود بال برون

گفت تائب برفت رو به جنان

با تبدیل سال قمری به سال شمسی می‌توان گفت که تائب تا اوایل سال ۱۳۳۱ هـ.ش زندگی کرده‌است.